# AK DT Motorsport
Auto klub DT Motorsport, hrvatski automobilistički klub iz Poreča.  
2016. godine bili su drugi u ekipnom poretku na Nagradi RI Autosporta i treći u prvenstvu Hrvatske. Uspješni vozači su Nenad Hrvatin, Doris Labinjan, Toni Malinarich, Lari Matošević, Karlo Pelicar.

## Vanjske poveznice
- Racing.hr  Arhivirana inačica izvorne stranice od 10. studenoga 2019. (Wayback Machine)
- Croatia Rally